# Norcasia
Norcasia – miasto w Kolumbii, w departamencie Caldas.